# With (中島みゆきの曲)
「with」（ウィズ）は、中島みゆきの25作目のシングル。1990年8月21日にポニーキャニオンよりリリースされた。

## 解説
「with」はアルバム『夜を往け』からシングルカットされた曲であり、映画『息子』のイメージソングとして使用された。
カップリング曲の「笑ってよエンジェル」は1991年リリースのアルバム『歌でしか言えない』に、シングル収録のものとは別のバージョンで収録された。
後に香港の歌手、サミー・チェンにより「薩拉熱窩的羅密歐與茱麗葉」（サラエヴォのロミオとジュリエット）としてカヴァーされた。
2022年11月28日にこのシングルは、ヤマハミュージックコミュニケーションズによりデジタル・ダウンロード配信された。

## 収録曲

### 8cmCD
| 全作詞・作曲: 中島みゆき、全編曲: 瀬尾一三。 |                        |            |            |      |
| #                                            | タイトル               | 作詞       | 作曲・編曲 | 時間 |
| 1.                                           | 「with」               | 中島みゆき | 中島みゆき | 5:42 |
| 2.                                           | 「笑ってよエンジェル」 | 中島みゆき | 中島みゆき | 5:23 |
| 合計時間:                                    | 合計時間:              | 11:05      |            |      |

### CT
| 全作詞・作曲: 中島みゆき、全編曲: 瀬尾一三。 |                        |            |            |      |
| #                                            | タイトル               | 作詞       | 作曲・編曲 | 時間 |
| 1.                                           | 「with」               | 中島みゆき | 中島みゆき | 5:42 |
| 2.                                           | 「笑ってよエンジェル」 | 中島みゆき | 中島みゆき | 5:23 |
| 合計時間:                                    | 合計時間:              | 11:05      |            |      |

| 全作曲: 中島みゆき、全編曲: 瀬尾一三。 |                                              |       |            |      |
| #                                      | タイトル                                     | 作詞  | 作曲・編曲 | 時間 |
| 1.                                     | 「with」(オリジナル・カラオケ)               |       | 中島みゆき | 5:42 |
| 2.                                     | 「笑ってよエンジェル」(オリジナル・カラオケ) |       | 中島みゆき | 5:23 |
| 合計時間:                              | 合計時間:                                    | 11:05 |            |      |

## メディアでの使用
| # | 曲名     | タイアップ                         | 出典  |
| - | -------- | ---------------------------------- | ----- |
| 1 | 「with」 | 松竹制作映画『息子』イメージソング | [ 2 ] |

## 収録作品

### アルバム
| 曲名               | 収録アルバム                     | 発売日        | 備考                            |
| ------------------ | -------------------------------- | ------------- | ------------------------------- |
| with               | 『夜を往け』                     | 1990年6月13日 | 18thアルバム                    |
| with               | 『中島みゆき BEST SELECTION II』 | 1992年4月1日  | ベストアルバム                  |
| with               | 『Singles II』                   | 1994年4月21日 | ベストアルバム                  |
| with               | 『大銀幕』                       | 1998年11月6日 | ベストアルバム                  |
| with               | 『ここにいるよ』                 | 2020年12月2日 | ベストアルバム                  |
| 笑ってよエンジェル | 『歌でしか言えない』             | 1990年6月13日 | 19thアルバム アルバムバージョン |
| 笑ってよエンジェル | 『Singles II』                   | 1994年4月21日 | ベストアルバム                  |